# Viadukt Baluarte
Viadukt Baluarte (špansko Puente Baluarte), uradno most Most ob dvestoletnici Baluarte (špansko Puente Baluarte Bicentenario), je most s poševnimi zategami v Mehiki. Stoji med občinama Concordia v Sinaloi in Pueblo Nuevo v Durangu, ob avtocesti Durango–Mazatlán št. 40D. Viadukt ima skupno dolžino 1124 m, z osrednjim razponom 520 m. S voziščno konstrukcijo na 403 m nad dolino pod njim je viadukt Baluarte tretji najvišji most s poševnimi zategami na svetu, sedmi najvišji objekt na splošno in najvišji v Amerikah.
Viadukt so začeli graditi leta 2008, slovesno so ga odprli januarja 2012, za promet pa odprli konec leta 2013. Most je del nove avtoceste, ki povezuje atlantsko in pacifiško obalo severne Mehike in je skrajšal čas potovanja med Durangom in Mazatlanom s približno 6 na 2,5 ure.

## Opis
Štiripasovno vozišče mostu, široko 20 metrov in dolgo 1124 metrov, je na višini 403 metrov nad strugo reke Baluarte podprto z 12 stebri, od katerih sta dva tudi pilona. Vsak od obeh pilonov meri 18 krat 8,56 metra na svojem dnu, se razširi, da prevzame vozišče in se zoži na 8 krat 4,10 metra na vrhu; višji, P5, je visok 169 metrov. 76 jeklenih kablov poteka čez sedla pilonov, da tvorijo 152 obes v dveh ravninah, pol pahljačaste postavitve. Najvišji vmesni steber, P9, je visok 148 metrov.
Prečka sotesko v gorovju Sierra Madre Occidental z razdaljo 390 metrov pod krovom, kar je bistveno višje od Eifflovega stolpa. Njegova oddaljenost je 120 metrov višja kot pri prejšnjem rekorderju, francoskem viaduktu Millau, ki ima oddaljenost 270 metrov. Osrednji razpon mostu, dolg 520 metrov, je tudi najdaljši razpon s kabli v Severni Ameriki, 37 metrov daljši od razpona mostu John James Audubon v St. Francisvillu v Louisiani.
Gradnja mostu se je začela 21. februarja 2008. Delo je izvedel konzorcij, ki je vključeval Tradeco Infraestructura, IDINSA, Aceros Corey in VSL México, ki mu je maja 2007 naročilo oddalo mehiško ministrstvo za promet in zveze (Secretariat of Communications and Transportation), in tako premagal dva druga dražja ponudnika. Stroški so se znatno povečali glede na prvotno ponudbo 1,28 milijarde pesov (118 milijonov USD); po besedah uradnika ministrstva je to med drugim posledica števila struktur, ki sodelujejo pri takšnem projektu. Delo sta  financirala Mehiški nacionalni infrastrukturni sklad (Fonadin) in Durango-Mazatlán Trust (Fiduma).  Predvideno je bilo, da se bodo stroški mostu pokrili s koncesijskimi dajatvami upravljavca avtoceste.
Izbira zasnove s kabli je bila narejena tako, da je omogočila, da se konstrukcija nadaljuje navzven od vsakega od dveh glavnih stebrov, zaradi česar ni bilo treba graditi dragega in dolgotrajnega opaža. Do januarja 2012 je gradnja mostu zahtevala uporabo 1500 delavcev in inženirjev, 12.000 ton jekla in 90.000 kubičnih metrov betona. Za postavitev temeljev mostu je bilo izkopanih 447.000 kubičnih metrov  kamenja.
Gradnja viadukta Baluarte je del 18 milijard pesov (1,44 milijarde ameriških dolarjev) vrednega projekta za izgradnjo nove avtoceste, ki povezuje Durango z Mazatlánom čez nekaj najbolj razgibanih mehiških gora. Stroški samega viadukta so bili ocenjeni na 2,18 milijarde pesov (158,7 milijona USD). Zamenjal bo razvpito nevarno cesto čez gore, ki so lokalno znane kot »Hudičeva hrbtenica« (El espinazo del diablo). Stara cesta je bila zgrajena v 1940-ih na tako zahtevnem terenu, da so morali z mulami dovažati zaloge gradbenih delavcev. To je edini prehod čez gore v dolžini 800 km. Nova avtocesta Mazatlán–Durango bo vključevala 63 predorov in 32 mostov, od katerih jih bo osem višjih od 300 metrov. Ko bo nova avtocesta dokončana, naj bi skrajšala potovalni čas med Durangom in Mazatlanom z osmih ur na dve uri in pol. Pričakuje se, da bo most dnevno uporabljalo približno 2000 vozil.

## Otvoritev ter gospodarski in družbeni vpliv
Viadukt Baluarte je slovesno odprl predsednik Calderón 5. januarja 2012. Uradniki iz Guinnessove knjige rekordov so bili navzoči na otvoritveni slovesnosti, da bi most potrdili kot najvišji most s poševnimi zategami na svetu. Takrat je bilo dokončano približno 86 odstotkov. Končano je bil konec januarja 2012 in je začel delovati leta 2013. Njegovo uradno ime kot »dvestoletni most« se nanaša na dvestoletnico mehiške razglasitve neodvisnosti od Španije leta 2010 na začetku mehiške vojne za neodvisnost leta 1810. Upali so, da bo most slovesno odprt v drugi polovici leta 2010. kot del praznovanja dvestoletnice, vendar so zamude datum preložile.
Med slovesnostjo je Calderón pozdravil most kot način za »združevanje ljudi severne Mehike kot še nikoli doslej«. Uradniki so izrazili upanje, da bo spodbudil trgovino in turizem na tem območju, ki je eden najbolj oddaljenih delov Mehike. Regijo resno prizadeneta revščina in brezpravje, zaradi česar so se številni domačini lotili nezakonitega gojenja mamil, tihotapljenja in celo ropov na stari cesti Durango–Mazatlán. Slabe komunikacije v regiji otežujejo delo policiji. Ta viadukt velja za varnega v Mehiki že od njegove zasnove. Po besedah mestnega upravitelja v občini Pueblo Nuevo bosta nov viadukt in cesta pomagala izboljšati varnost z zmanjšanjem izolacije regije. Uradniki so tudi izrazili upanje, da bo to pripomoglo k gospodarskemu razvoju. Vlada zvezne države Durango načrtuje izgradnjo novega industrijskega parka na 1700 hektarjev velikem območju ob avtocesti, medtem ko guverner Sinaloe pričakuje povečanje uporabe pristanišča Mazatlán zaradi povečanja prometa čez državo. Projekt naj bi neposredno ustvaril 3500 delovnih mest in posredno dodatnih 12 000.